# 克拉伦斯 (路易斯安那州)
克拉伦斯（英語：Clarence），是美国路易斯安那州下属的一座村镇。根据2010年美国人口普查，该市有人口499人。建置上，属于“village”。